# 17923 Strother
17923 Strother è un asteroide della fascia principale. Scoperto nel 1999, presenta un'orbita caratterizzata da un semiasse maggiore pari a 2,427240 UA e da un'eccentricità di 0,072993, inclinata di 6,986112° rispetto all'eclittica. Ha un diametro di 3,568 km e un periodo di rotazione di 20 ore.